# 심퓨터

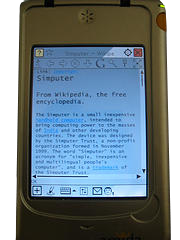
심퓨터의 모습.

심퓨터(Simputer)는 2002년에 처음 출시된 자체 내장 오픈 하드웨어 리눅스 기반 핸드헬드 컴퓨터이다. 인도에서 개발되어 주로 배포된 이 제품은 개인용 컴퓨터의 저비용 대체품으로 고안되었다. 처음에 50,000대의 심퓨터 판매를 목표로 하였으나 이 제품은 2005년까지 약 4,000대만 판매되었으며 여러 뉴스 기사들은 이를 두고 실패했다고 간주하였다.

## 장치와 하드웨어
이 장치는 Swami Manohar 박사의 주도 하에 7명의 인도 과학자들과 엔지니어들에 의해 1999년 11월에 설립된 비영리 단체인 심퓨터 트러스트(Simputer Trust)에 의해 설계되었다. "심퓨터"라는 낱말은 "simple, inexpensive and multilingual people's computer"(단순하고 값싼 다언어 사람들의 컴퓨터)의 준말이며 심퓨터 트러스트의 상표이다. 이 장치는 텍스트 음성 변환 소프트웨어를 포함하고 있으며 GNU/리눅스 운영 체제를 구동한다. 팜파일럿 계열의 핸드헬드 컴퓨터의 모습과 비슷하며 터치 감응 화면은 스타일러스로 동작한다. 단순한 필기 인식 소프트웨어는 Tapatap이라는 프로그램에 의해 제공된다.
심퓨터 트러스트는 2개의 제조업체에 장치를 조립할 수 있도록 허가하였는데, 하나는 기업/교육용 모빌리스(Mobilis)를 제조하기도 했던 앙코르 소프트웨어(Encore Software), 나머지 하나는 아미다 심퓨터라는 이름의 소비자 제품을 출시한 피코베타 심퓨터스(PicoPeta Simputers)이다.
이 장치는 터치스크린, 스마트카드, 직렬 포트, USB 연결, IrDA 포트를 포함하고 있다. 그레이스케일과 컬러 버전으로 출시되었다.

## 소프트웨어
시플러는 리눅스 커널 (2005년 7월 기준 2.4.18 커널)과 알케미 윈도 매니저(Alchemy Window Manager, 아미다 심퓨터 전용)를 사용한다. 소프트웨어 패키지는 다음을 포함한다: 스케줄링(Scheduling), 역법, 음성 녹음 및 재생, 단순한 스프레드시트 응용 프로그램, 인터넷, 네트워크 연결, 웹 브라우징 및 이메일, e-Library, 게임, Java ME 지원, DotGNU(닷넷의 자유 소프트웨어 구현체), 플래시.
이뿐 아니라 두 라이선스 모두 마이크로뱅킹, 교통관리소, 의료 분야를 위한 애플리케이션을 개발하고 있다.

## 배치
2004년, 심퓨터는 토지 기록 조달을 자동화할 목적으로 카르나타카 주 정부에 의해 사용되었다. 심퓨터들은 전자교육 목적으로 차티스가르 주의 야심적인 프로젝트에도 사용되었다.

## 상용 제품 제작
심퓨터의 파일럿 생산은 2002년 9월에 시작되었다. 2004년에 아미다 심퓨터는 12450 INR 이상(약 240 미국 달러)로 판매되었다. 아미다 심퓨터의 가격은 화면 종류(모노크롬, 색)에 따라 다양하다.
2006년에 두 라이선스는 심퓨터 장치의 활발한 마케팅을 중단시켰다. 피코페타는 2005년에 Geodesic Information Systems(통신 및 협업 시스템 개발사)에 인수되었다.

## 같이 보기
- Sakshat Tablet
- Longmeng (Dragon Dream)
- VIA pc-1 Initiative